# Woodhenge (Zwolle)
De Woodhenge van Zwolle in de wijk Ittersumerbroek van de Overijsselse hoofdstad Zwolle is een constructie van twee palencirkels, ook wel palenkransen genoemd, uit de bronstijd. Volgens sommige interpretaties is het een zogenaamde zonnekalender.
De sporen van deze constructie werden op 21 april 1990 door archeologen aangetroffen bij de aanleg van de woonwijk Ittersumerlanden in Zwolle-Zuid. De twee cirkels hebben een doorsnede van ongeveer 10 meter. Via een aantal palen van deze paalcirkelconstructie zijn vanuit het midden van de cirkel de plaatsen te bepalen waar de zonsopgangen plaatsvinden bij de wisselingen van de vier seizoenen. De Zwolse paalcirkels waren de eerste die in Nederland werden gevonden. Inmiddels zijn in 2005 te Heiloo de resten van een vergelijkbare constructie opgegraven.